# Tote des Zweiten Weltkrieges

Menschenverluste des Zweiten Weltkrieges

Als Tote, Opfer oder Menschenverluste des Zweiten Weltkrieges werden im engeren Sinn die Menschen bezeichnet, die seit dem Kriegsbeginn in Europa am 1. September 1939 bis zur Kapitulation Japans am 2. September 1945 durch Kriegshandlungen getötet wurden. Im weiteren Sinn bezeichnet man damit auch Menschen, die durch Massenverbrechen im Kriegsverlauf und Kriegsfolgen ihr Leben verloren.
Ihre Gesamtzahl lässt sich nur schätzen. Für die durch direkte Kriegseinwirkung Getöteten werden Schätzungen von 60 bis 65 Millionen angegeben. Die Schätzungen, die Verbrechen und Kriegsfolgen einbeziehen, reichen bis zu 80 Millionen.

## Problematik
In vielen an diesem Krieg beteiligten und davon betroffenen Staaten gibt es wenige gesicherte Quellen und Forschungen zu den Kriegstoten. Auch sind die Methoden der jeweiligen Schätzungen uneinheitlich, ebenso die Todesursachen, die als unmittelbare oder mittelbare Kriegseinwirkungen angesehen werden.
Die genaue Ermittlung der Opferzahlen erschwerte das für den Krieg hauptverantwortliche NS-Regime durch Geheimhaltung, Aktenvernichtung und Deklarieren von Massenmorden als Kriegsfolgen. Kriegsschäden, mangelnde Demographie und verschlossene Archive erschwerten die Nachforschungen auch nach dem Krieg.
Viele der Opferzahlen waren und sind stark umstritten, da etwa Ansprüche auf Entschädigungen damit begründet werden. Nicht immer wurden Opfer von Massenverbrechen, Kriegsverbrechen und Völkermord vollständig erfasst und von sonstigen Kriegstoten unterschieden. Deshalb wird bis heute eine große Bandbreite verschiedener Zahlen überliefert. Deren wissenschaftliche Überprüfung hat besonders in Osteuropa vielfach erst seit 1990 begonnen.

## Kriegstote nach Staatsangehörigkeit
Zahlenangaben zu den Toten des Weltkriegs der einzelnen Staaten sind oft methodisch nicht gesicherte Schätzwerte, die in der Literatur unterschiedlich angegeben werden. Die folgende Tabelle basiert auf Daten aus dem zehnten Band der vom Militärgeschichtlichen Forschungsamt herausgegebenen Reihe Das Deutsche Reich und der Zweite Weltkrieg 2008. Darin sind neutrale Staaten und Kolonien nicht berücksichtigt. Die wiedergegebenen Schätzungen gehen meist auf offizielle Angaben der jeweiligen Regierungen zurück. Die Kriegstoten der gelisteten Staaten ergeben eine Summe von ca. 65 Millionen Menschen, darunter mehr als die Hälfte Zivilisten.
| Land             | Soldaten   | Zivilisten | Gesamt     |
| ---------------- | ---------- | ---------- | ---------- |
| Australien       | 30.000     |            | 30.000     |
| Belgien          | 10.000     | 50.000     | 60.000     |
| Bulgarien        | 32.000     |            | 32.000     |
| Republik China   | 3.500.000  | 10.000.000 | 13.500.000 |
| Deutschland      | 5.180.000  | 1.170.000  | 6.350.000  |
| Finnland         | 89.000     | 2.700      | 91.700     |
| Frankreich       | 210.000    | 150.000    | 360.000    |
| Griechenland     | 20.000     | 160.000    | 180.000    |
| Großbritannien   | 270.825    | 62.000     | 332.825    |
| Indien           | 24.338     | 3.000.000  | 3.024.338  |
| Italien          | 240.000    | 60.000     | 300.000    |
| Japan            | 2.060.000  | 1.700.000  | 3.760.000  |
| Jugoslawien      | 740.000    | 950.000    | 1.690.000  |
| Kanada           | 42.042     | 1.148      | 43.190     |
| Neuseeland       | 10.000     |            | 10.000     |
| Niederlande      | 22.000     | 198.000    | 220.000    |
| Norwegen         | 7.500      | 2.500      | 10.000     |
| Philippinen      | 57.000     | 943.000    | 1.000.000  |
| Polen            | 300.000    | 5.700.000  | 6.000.000  |
| Rumänien         | 378.000    |            | 378.000    |
| Sowjetunion      | 13.000.000 | 14.000.000 | 27.000.000 |
| Südafrika        | 9.000      |            | 9.000      |
| Tschechoslowakei | 20.000     | 310.000    | 330.000    |
| Ungarn           | 360.000    | 590.000    | 950.000    |
| USA              | 407.316    |            | 407.316    |

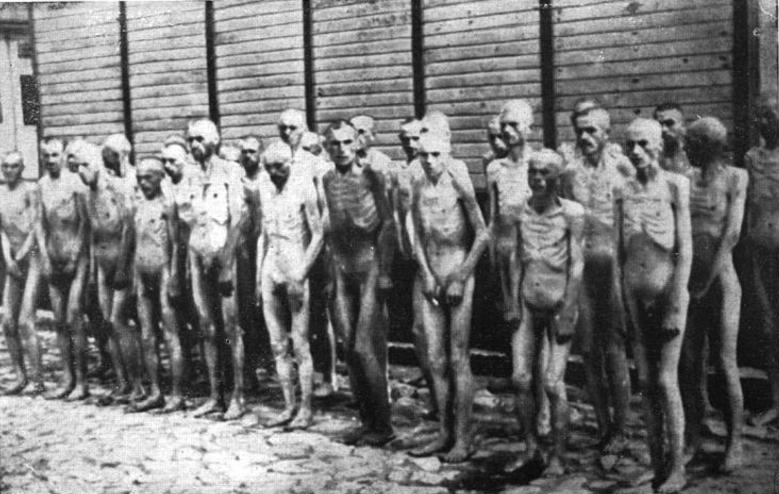
Ausgehungerte sowjetische Kriegsgefangene im KZ Mauthausen

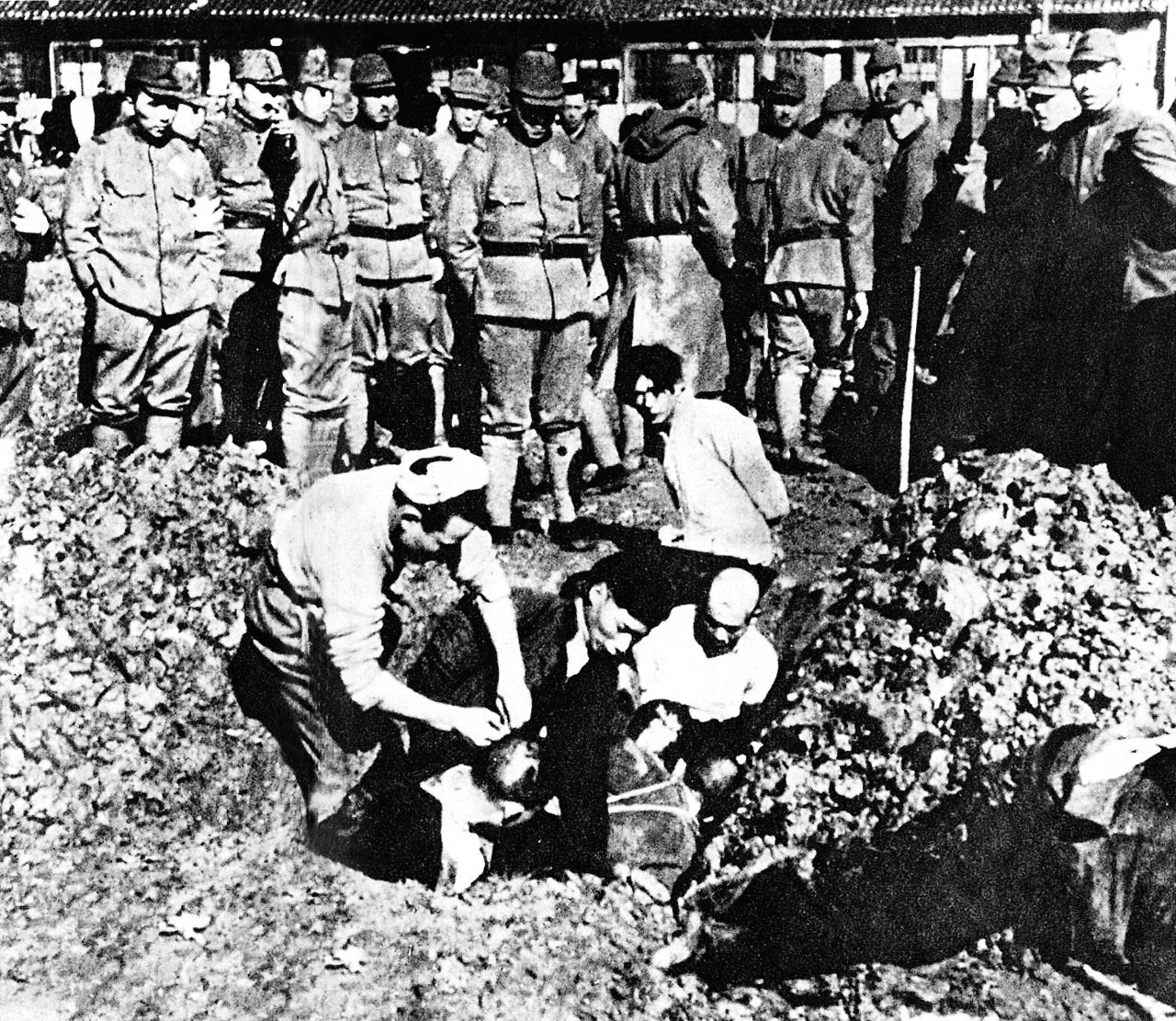
Chinesische Zivilisten werden von japanischen Soldaten lebendig begraben

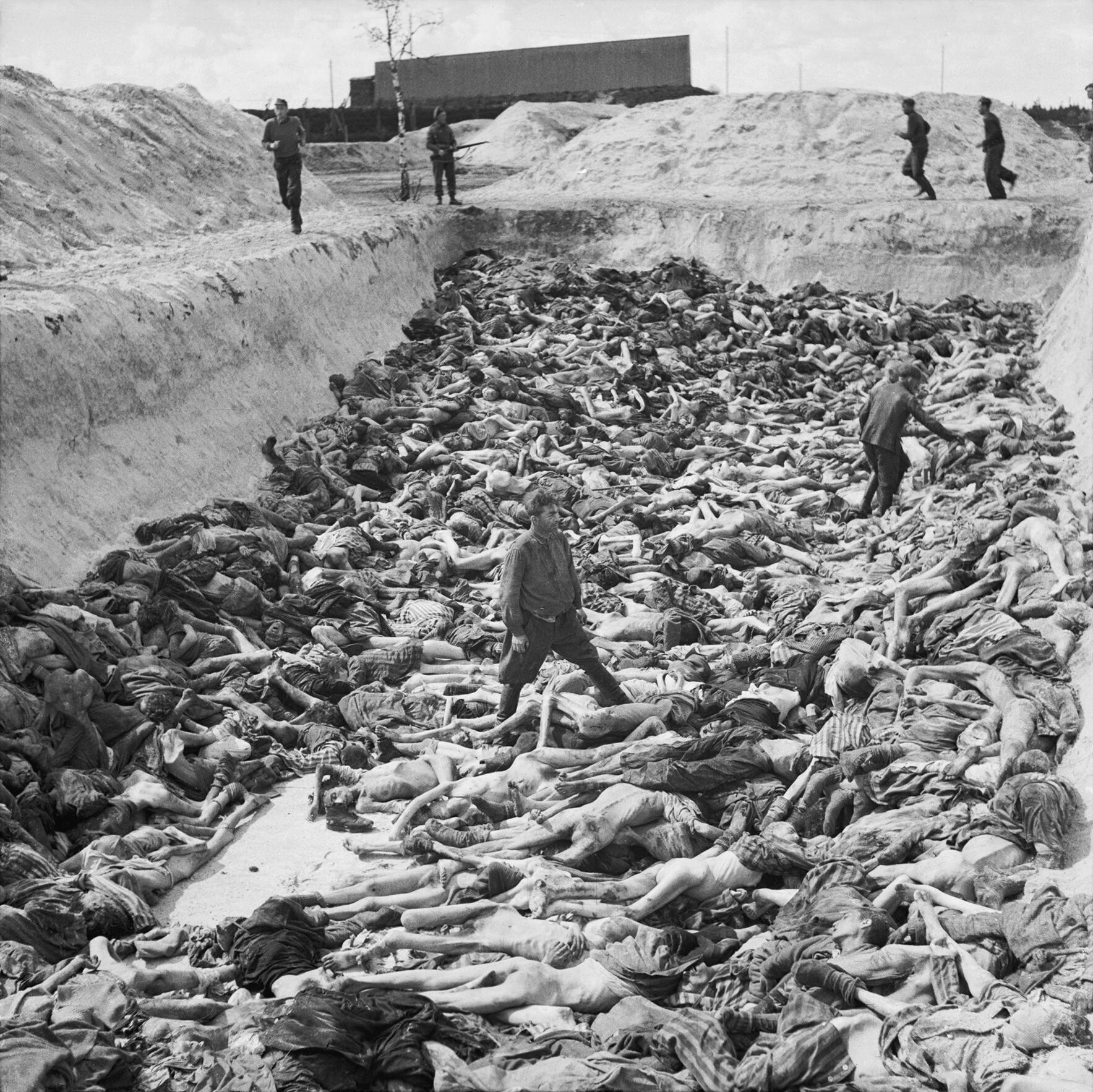
KZ Bergen-Belsen, April 1945

Die Demographen Marcel Reinhard und André Armengaud
führten 1961 folgende Zahlen an:
- Gesamtopfer des Zweiten Weltkriegs: ca. 50 Mio.
- Sowjetunion: 17–25 Mio., davon 8–9 Mio. Soldaten, 9–16 Mio. Zivilisten
- Polen: 5 Mio., davon 3,1 Mio. polnische Juden
- Jugoslawien: 1,5 Mio., davon 1,2 Mio. Zivilisten
- Griechenland: 500.000

## Kriegstote im Verhältnis zur Einwohnerzahl
| Land             | Gesamt ca. in % der Bevölkerung des Landes | Soldaten   | Zivilisten | Gesamt     | Bevölkerung (Jahr)          |
| ---------------- | ------------------------------------------ | ---------- | ---------- | ---------- | --------------------------- |
| Polen            | 17,2 % der Bevölkerung                     | 300.000    | 5.700.000  | 6.000.000  | 34.849.000 (1938)           |
| Sowjetunion      | 14,2 % der Bevölkerung                     | 13.000.000 | 14.000.000 | 27.000.000 | 190.678.000 (1939)          |
| Jugoslawien      | 10,6 % der Bevölkerung                     | 740.000    | 950.000    | 1.690.000  | 15.973.000 (1941)           |
| Ungarn           | 10,3 % der Bevölkerung                     | 360.000    | 590.000    | 950.000    | 9.217.000 (1939)            |
| Deutschland      | 9,2 % der Bevölkerung                      | 5.185.000  | 1.170.000  | 6.360.000  | 69.314.000 (1939)           |
| Japan            | 5,2 % der Bevölkerung                      | 2.060.000  | 1.700.000  | 3.760.000  | 71.933.000 (1940)           |
| Republik China   | 2,6 % der Bevölkerung                      | 3.500.000  | 10.000.000 | 13.500.000 | 517.568.000 (1939)          |
| Niederlande      | 2,5 % der Bevölkerung                      | 22.000     | 198.000    | 220.000    | 8.834.000 (1940)            |
| Finnland         | 2,5 % der Bevölkerung                      | 89.000     | 2.700      | 91.700     | 3.698.000 (1940)            |
| Griechenland     | 2,5 % der Bevölkerung                      | 20.000     | 160.000    | 180.000    | 7.340.000 (1940)            |
| Tschechoslowakei | 2,2 % der Bevölkerung                      | 20.000     | 310.000    | 330.000    | 14.726.158 (1930)           |
| Rumänien         | 1,9 % der Bevölkerung                      | 378.000    |            | 378.000    | 19.934.000 (1939)           |
| Frankreich       | 0,9 % der Bevölkerung                      | 210.000    | 150.000    | 360.000    | 41.510.000 (1939)           |
| Belgien          | 0,8 % der Bevölkerung                      | 10.000     | 50.000     | 60.000     | 8.000.000 (1940, geschätzt) |
| Großbritannien   | 0,7 % der Bevölkerung                      | 270.825    | 62.000     | 332.825    | 46.038.000 (1931)           |
| Italien          | 0,7 % der Bevölkerung                      | 240.000    | 60.000     | 300.000    | 42.943.602 (1940)           |
| Bulgarien        | 0,5 % der Bevölkerung                      | 32.000     |            | 32.000     | 6.341.000 (1940)            |
| USA              | 0,3 % der Bevölkerung                      | 407.316    |            | 407.316    | 132.164.569 (1940)          |

Zum Vergleich: Der 1. Weltkrieg 1914 bis 1918 kostete etwa 3,2 % der französischen Bevölkerung das Leben (1,3 Millionen), etwa 3 % der deutschen Bevölkerung (2 Millionen) und etwa 2 % der britischen Bevölkerung (850.000). Die relative Zahl der Kriegstoten im zunächst religiös motivierten Dreißigjährigen Krieg von 1618 bis 1648, in dem in Deutschland zunächst Katholiken gegen Protestanten kämpften, beläuft sich nach Schätzungen auf 20 % bis 40 % der Bevölkerung.

## Opfer deutscher Massenverbrechen im Kriegsverlauf
| Opfergruppe                                                         | Helmuth Auerbach | Dieter Pohl                 |
| ------------------------------------------------------------------- | ---------------- | --------------------------- |
| Juden                                                               | 6.000.000        | 5.700.000                   |
| Sowjetische Kriegsgefangene                                         | 3.300.000        | 3.000.000                   |
| Roma und Sinti                                                      | 219.600          | mindestens 100.000          |
| Krankenmorde                                                        | 250.000          | 270.000                     |
| Nichtjüdische Zivilisten, KZ-Häftlinge, Zwangsarbeiter, Deportierte | 3.340.000        | 4.300.000 (mit Hungertoten) |
| Gesamtzahl                                                          | 13.109.600       | 13.370.000                  |

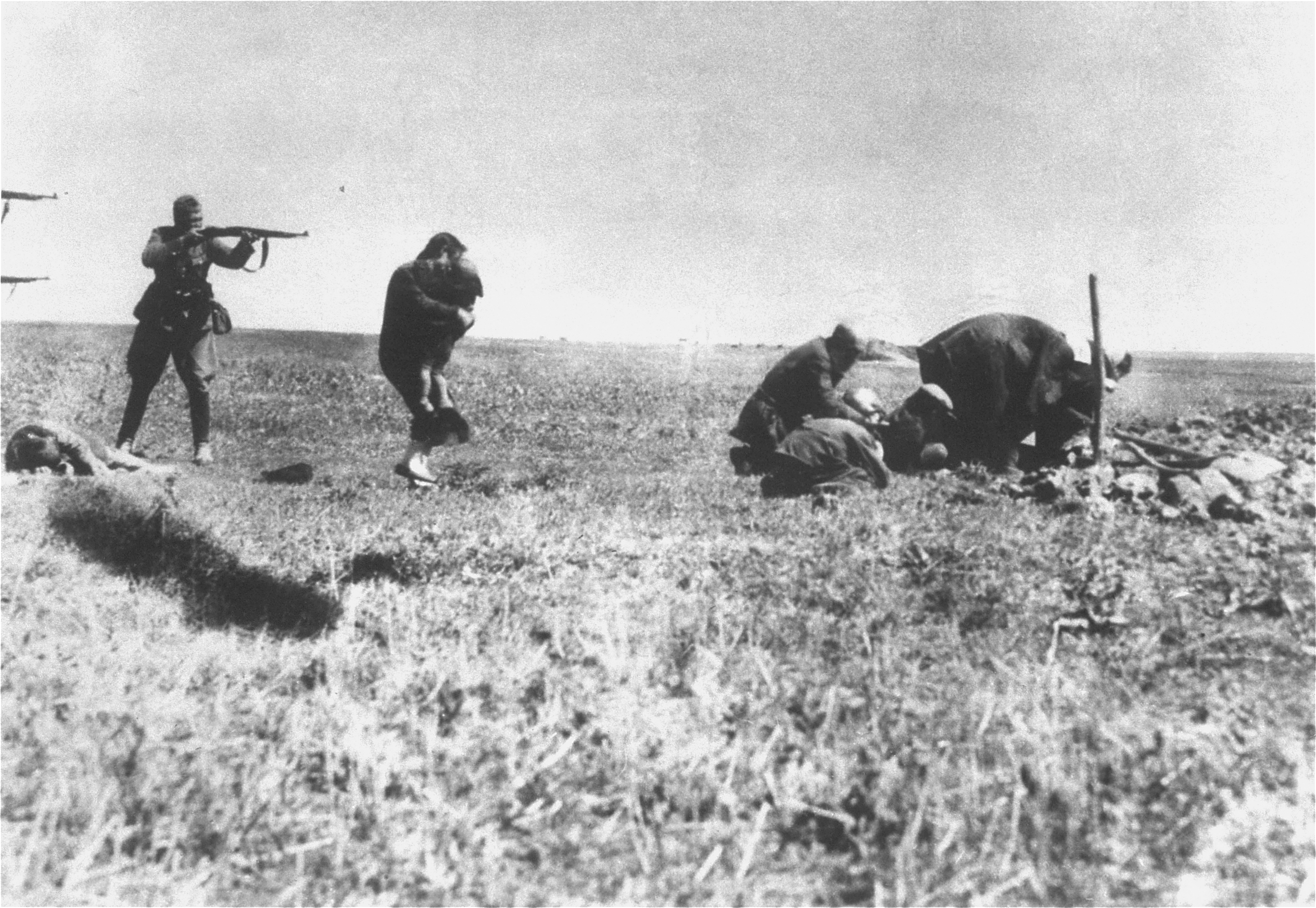
Die Iwanhorod-Einsatzgruppen-Fotografie zeigt die Erschießung von Juden durch Einsatzgruppen

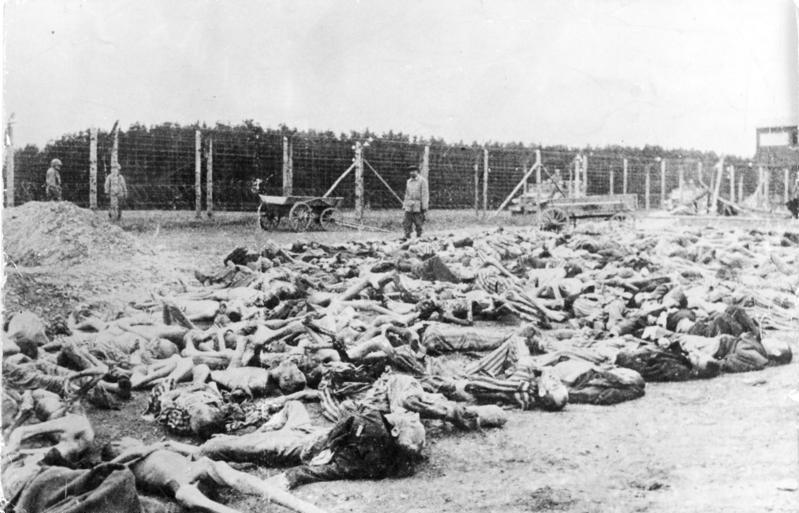
Leichen von Häftlingen im KZ Buchenwald, 1945

Besonders die Zahlen der Holocaust-Opfer wurden seit 1990 mehrfach genau überprüft und die bis dahin ungewisse Zahl der sowjetischen und polnischen Holocaust-Opfer durch neue Quellen exakter bestimmt. Dabei wurde die Mindestzahl von 5,7 Millionen und die wahrscheinliche Gesamtzahl von 6,3 Millionen ermordeten Juden wissenschaftlich gesichert. Das Forschungsinstitut Yad Vashem hat bis 2010 die Namen von 4 Millionen Holocaust-Opfern dokumentiert.

## Umstrittene Zahlenangaben

### Deutschland

Erst verwundeter und dann durch eine Granate in Deutschland getöteter deutscher Soldat, April 1945

Für Deutschland schwanken die Angaben zwischen 5,5 (Statistisches Bundesamt 1991) und 6,9 Millionen Kriegstoten (Bevölkerungs-Ploetz 1965). Darunter waren nach der bisher genauesten Untersuchung von Rüdiger Overmans (1999) 5,3 der 18,2 Millionen zwischen 1939 und 1945 eingezogenen deutschen Soldaten (29 Prozent).
Michel Hubert (1998) führte die Zahlenunterschiede auf verschiedene zugrundegelegte Gebietsgrenzen zurück und darauf, ob kriegsbedingte Übersterblichkeit, Sterberaten von Vermissten, Flüchtlingen und später gestorbenen Kriegsverletzten einbezogen wurden oder nicht.

### Polen

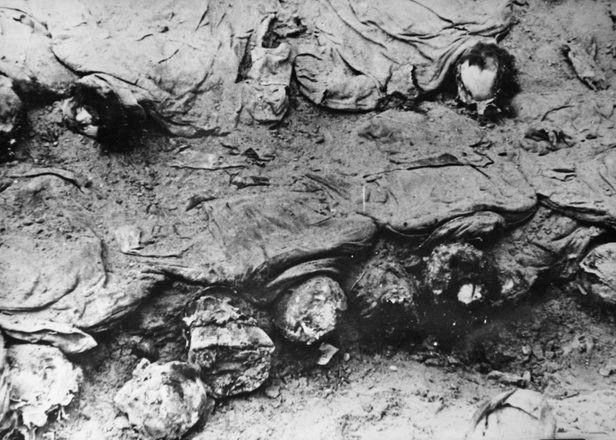
Nach dem Massaker von Katyn exhumierte ermordete Polen

Ein staatlicher Bericht von 1947 legte die Zahl der polnischen Kriegstoten auf 6,028 Millionen fest; diese Zahl wurde bis 2009 geltend gemacht und galt als unantastbar. Die rasche Ermittlung der polnischen Opferzahlen ergab sich aus der Notwendigkeit der Zahlen für die Frage von Reparationen.
Das Institut für Nationales Gedenken überprüfte diese offizielle Zahl im Auftrag des nationalen Bildungsministeriums und der Stiftung Polnisch-Deutsche Aussöhnung von Juni bis August 2009. Es ermittelte mit einer Datenbank 5,62 bis 5,82 Millionen polnische Kriegstote. In ihnen enthalten sind 150.000 Polen, die durch die sowjetische Besetzung Ostpolens von 1939 bis 1941 starben. Außerdem sind darin etwa drei Millionen polnische Juden erfasst. Als Forschungsstand gilt die Zahl 5,65 Millionen polnischer Opfer.

### Sowjetunion

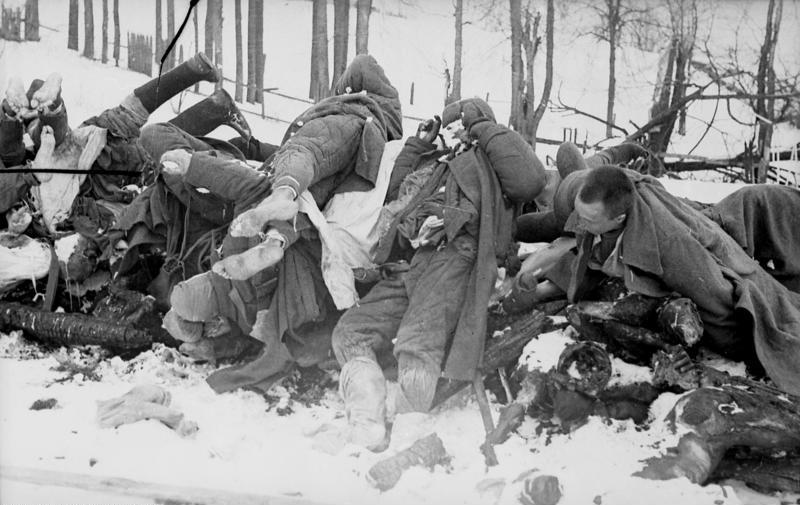
In der Schlacht um Cholm gefallene Soldaten der Roten Armee, 1942

Im März 1946 wurde die Opferzahl der Sowjetunion von Stalin aus propagandistischen Gründen mit sieben Millionen viel zu niedrig angegeben. Seit der Entstalinisierung bis 1985 galt in der Sowjetunion die offizielle Zahl von 20 Millionen Kriegstoten. Unter Michail Gorbatschow wurden seit 1985 einige der sowjetischen Archive geöffnet und eine offizielle Gesamtzahl von 27 Millionen sowjetischen Kriegstoten, davon 7 Millionen Zivilisten, genannt. 1989 schätzte der russische Historiker Wladimir I. Koslow die Gesamtzahl der sowjetischen Kriegstoten auf 40 Millionen; dabei bezog er neben getöteten Soldaten, die er auf 15 bis 20 Millionen schätzte, Opfer unter Zwangsarbeitern, Repatriierten, im Holocaust ermordete sowjetische Juden und aus Kriegsgründen in stalinistische Lager Verschleppte mit ein.

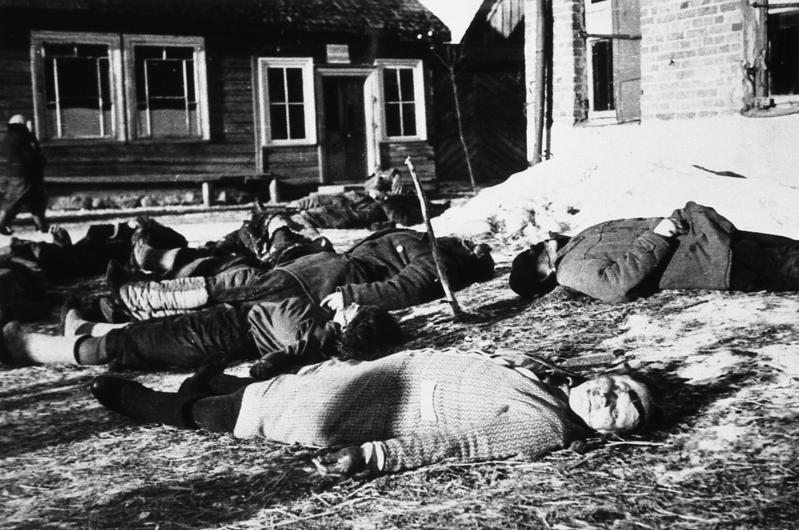
Tote sowjetische Zivilisten, 1943

Eine von Verteidigungsminister Dmitri Timofejewitsch Jasow eingesetzte Kommission ermittelte von 1987 bis 1991 insgesamt 37 Millionen sowjetische Kriegstote, davon 8,6 Millionen Soldaten und 27 bis 28 Millionen Zivilisten. Russische Forscher bestätigen die Zahl der gefallenen Soldaten, manche schätzen die Zahl der getöteten sowjetischen Zivilisten jedoch auf 17 Millionen.
Laut Christian Hartmann war die Sowjetunion mit etwa 26,6 Millionen getöteten Menschen betroffen. Darunter 11,4 Millionen Soldaten, von denen 8,4 Millionen durch die Kampfhandlungen und drei Millionen in deutscher Kriegsgefangenschaft starben; den größten Anteil der sowjetischen Opfer bildeten aber etwa 15,2 Millionen getötete Zivilisten. Laut Vladimir Tarasov liegt der Forschungsstand zu den sowjetischen Opferzahlen 2012 bei 26,9 Millionen Menschen.

### Tschechoslowakei
Die genauen Opferzahlen der NS-Herrschaft in der Tschechoslowakei sind bis heute nicht geklärt: die Forschung rechnet mit 330.000 bis 360.000 Opfern, darunter rund 270.000 Juden.

### Ungarn
In Ungarn, wo nach dem Zweiten Weltkrieg die Opferzahl eine stark politisierte Frage war, summieren sich die Menschenverluste nach derzeitigen Berechnungen auf 1,2 bis 1,4 Millionen.

### Jugoslawien
Für Jugoslawien hatte Josip Broz Tito im Mai 1945 zunächst 1,7 Millionen Tote genannt; die Zahl wurde vielfach unkritisch in die Fachliteratur übernommen. Tatsächlich handelt es sich hierbei jedoch um die Zahl an Gesamtausfällen der jugoslawischen Bevölkerung, die Geburtenausfälle, Vertreibung und Emigration mitrechnet. Die Zahl der tatsächlichen Kriegstoten liegt geringer und wird von den meisten Militärhistorikern auf etwa ~1.000.000 geschätzt.
Die jugoslawische Regierung selbst nutzte 1963 in Geheimverhandlungen mit der Bundesrepublik Deutschland über Kriegswiedergutmachung eine Zahl von 950.000, die in der Öffentlichkeit aber geheim gehalten wurde. Auf Druck der westdeutschen Regierung produzierte die jugoslawische Regierung im Jahr 1964 erstmals eine Aufstellung der Kriegstoten, die 597.323 Kriegstote namentlich erfasste. Diese Zahl konnte durch die Arbeit serbischer Historiker ab dem Jahr 1995 nachträglich auf ~640.000 erhöht werden.

## Neutrale Staaten

### Schweiz
In der Schweiz starben in den Jahren 1939 bis 1945 insgesamt 84 Menschen durch britische und US-amerikanische Bomben (→ Alliierte Bombenabwürfe auf die Schweiz).
In den Konzentrationslagern der Nazis litten zwischen 1933 und 1945 auch rund 1000 Schweizer Bürger, mindestens 200 davon starben. Keine gewalttätige Auseinandersetzung hat in den letzten 200 Jahren mehr Schweizer Todesopfer gefordert. (→ Schweizer in Nazi-Konzentrationslagern)

### Spanien
Mehr als 40.000 Mann des spanischen Freiwilligenverbandes Blaue Division waren im quartalsweisen Ablösungsturnus an der Ostfront eingesetzt. Etwa 4.000 von ihnen fanden dabei den Tod. Bis heute (Stand 2021) leistet Deutschland Versorgungszahlungen an ehemalige Mitglieder und deren Angehörige.